# Aspendo

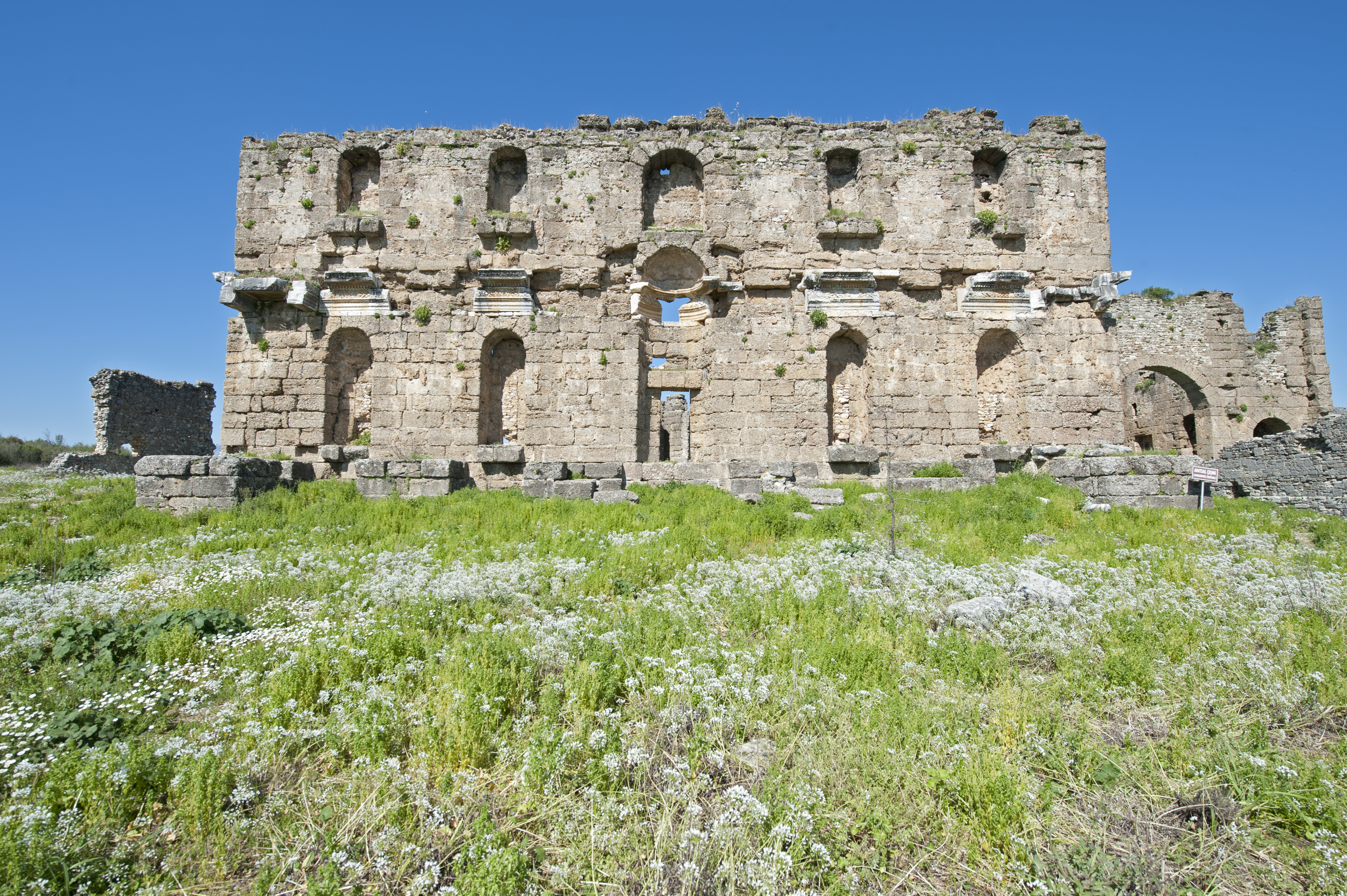
O ninfeu de Aspendo

Aspendo (em panfílio: , romaniz.: Estfedys ou Estvedys; em ático: el, Áspendos; em latim: Aspendus) é uma antiga cidade greco-romana situada na Anatólia, na atual província de Antália, Turquia. O sítio arqueológico encontra-se junto à aldeia de Belkis, cerca de 10 quilómetros (por estrada) a leste-nordeste do centro da cidade de Serik e 40 km a leste de Antália. Durante a época bizantina foi conhecida como Primopolis.

## História
Aspendo foi uma cidade da Panfília, na Ásia Menor, situada numa colina isolada numa planície, na margem direita (ocidental) do rio Eurimedonte (em turco: Köprüçay), perto do da área onde ele sai dos montes Tauro, a aproximadamente 16 km do litoral do mar Mediterrâneo. Alguns historiadores associam o nome da cidade ao de Azatiuataia (Azatiwadaya). Conhece-se uma cidade com esse nome no que é hoje o sítio arqueológico de Caratepe, fundada ou refundada por Azatiwada, soberano de Quwê [en], um estado sírio-hitita, na fronteira oriental deste, mas segundo uma tradição posteiror, Aspendo foi fundada mais cedo, — circa 1 000 a.C. — por gregos oriundos de Argos. A cidade fazia fronteira e era hostil a Sida (atual Side), situada na costa, cerca de 35 km a sudeste de Aspendo. O amplo espaço geográfico em que foram encontradas moedas cunhadas em Aspendo, por todo o mundo antigo, indicam que por volta do século V a.C. Aspendo se tinha tornado a cidade mais importante da Panfília. Naquele tempo o rio Eurimedonte era navegável até à cidade e boa parte de suas riquezas eram provenientes da produção e comércio de sal (a cidade tinha grandes salinas), azeite e lã. Outros autores referem também a criação de cavalos, a produção de cereais, de fruta e de vinho como fontes de riqueza da cidade, enquanto Estrabão se refere apenas ao sal e ao vinho.
Durante a Antiguidade Aspendo não teve grande importância política e a durante o período em que foi uma colónia grega a sua história é semelhante à das restantes cidades da Panfília. Após o período colonial, durante algum tempo esteve sob a hegemonia da Lícia[carece de fontes?] e segundo Heródoto, foi conquistada pelo rei da Lídia Creso (r. 560–546 a.C.). Em 540 a.C. ficou sob o domínio do Império Persa Aquemênida,[carece de fontes?] ao qual fornecia cavalos e soldados. No entanto, o facto da cidade continuar a cunhar moeda, indica que ela tinha muita autonomia sob os persas.[carece de fontes?] Em 469 a.C. ou 469 a.C., quando em Aspendo havia uma base naval persa, o almirante ateniense Címon comandou um frota ateniense contra a marinha persa na Batalha do Eurimedonte, travada perto da foz desse rio, que se saldou num importante vitória para a Liga de Delos, liderada por Atenas. Aspendo tornou-se então um membro da liga, a quem começou a pagar tributo.
Foi em Aspendo que o estratego ateniense Alcibíades se encontrou com o sátrapa persa aquemênida da Lídia e da Cária, em 411 a.C., aliado de Esparta na Guerra do Peloponeso. Ali conseguiu que a frota da cidade lícia de Fênix, destinada a cooperar com Esparta, fosse mandada voltar para casa. Nesse mesmo ano, os persas retomaram o controlo da cidade e passaram a usá-la como base. Em 388 a.C. outro general ateniense, Trasíbulo, tentando recuperar algum do prestígio que tinha perdido na Guerra do Peloponeso, ancorou perto de Aspendo com o objetivo que a cidade se lhe rendesse. Tentando evitar uma nova guerra, a população da cidade fez uma coleta pública de dinheiro que deu ao comandante ateniense, pedindo-lhe para se retirar sem causar estragos. Apesar de ter aceitado o dinheiro, Trasíbulo e os seus homens destruíram as colheitas que estavam nos campos em volta, o que enfureceu os habitantes, que o assassinaram na sua tenda. Noutra versão da morte de Trasíbulo, este teria simplesmente sido enviado em 389 a.C. para coletar o tributo e foi morto porque os panfílios em geral e os aspendianos em particular não viam com bons olhos os gregos. Após este incidente, a área passou para as mãos de Esparta, mas os espartanos foram governantes pouco eficazes e em 366 a.C. os persas voltaram a tomar o controlo da região.

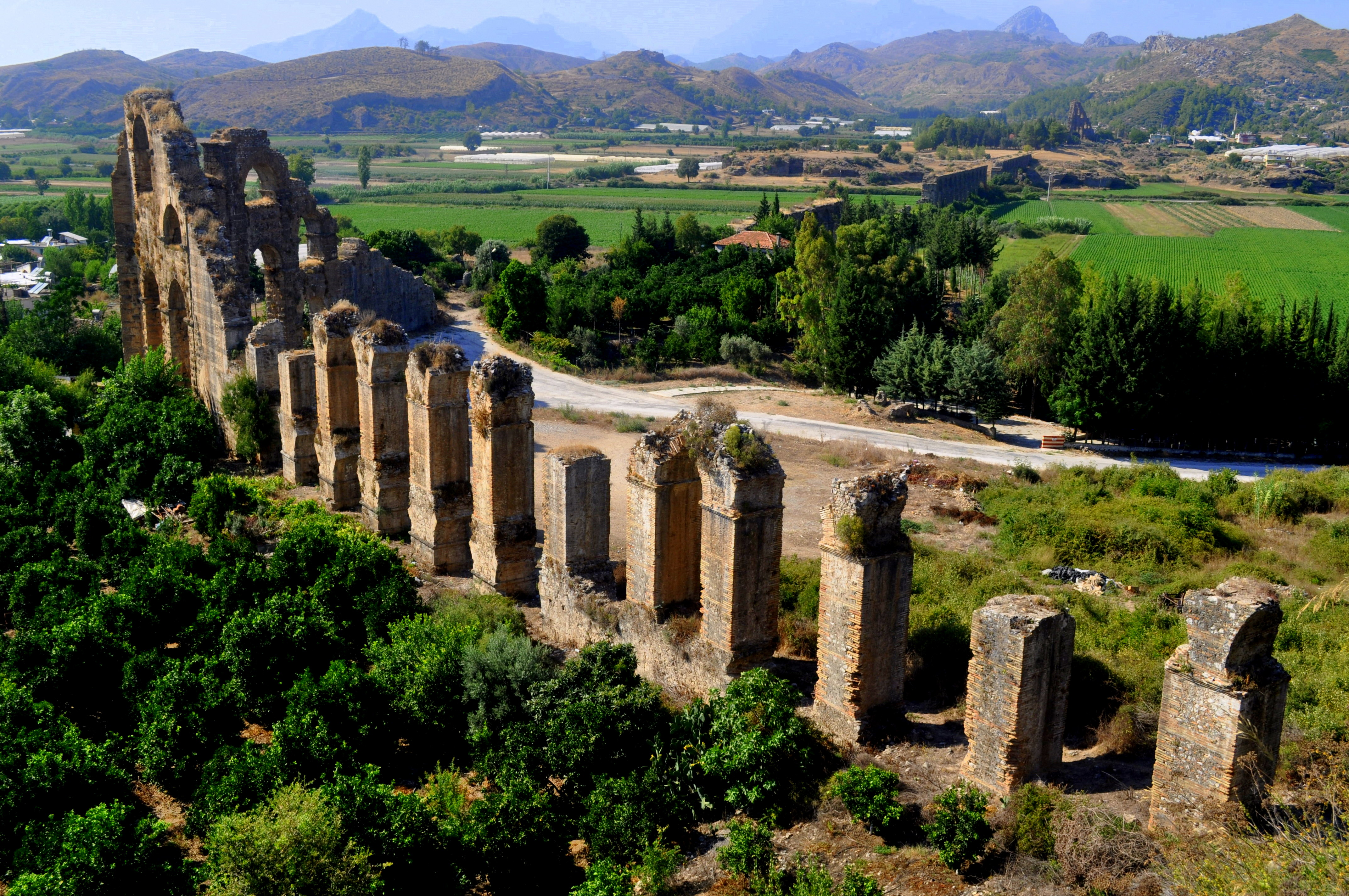
Troço final do aqueduto, junto à cidade

Em 333 a.C., depois de ter conquistado Perge, Alexandre, o Grande marchou sobre Aspendo e enviados dos cidadãos encontraram-se com o rei da Macedónia para lhe pedirem que não estacionasse soldados ali. Alexandre anuiu ao pedido com a condição de que lhe dessem as taxas (50 talentos) e cavalos que a cidade antes pagava ao imperador persa como tributo. Após este acordo, Alexandre dirigiu-se a Sida, onde deixou uma guarnição para assegurar a rendição da cidade. Regressando por Silião, o rei macedónio soube que os aspendianos não tinham ratificado o acordo negociado pelos enviados e se preparavam para se defenderem. Alexandre marchou imediatamente para Aspendo e quando lá chegou, os habitantes tinham-se retirado para a acrópole da cidade. Quando os aspendianos avistaram as tropas de Alexandre, enviaram novamente emissários para negociar a paz,[carece de fontes?] que foi alcançada, mas em termos muito mais duros do que os estabelecidos no primeiro acordo: uma guarnição macedónia ficaria na cidade e seriam pagos como tributo anual 100 talentos de ouro e 4 000 cavalos, o que atesta a riqueza de Aspendo. Após a morte de Alexandre em 323 a.C. Aspendo esteve alternadamente nas mãos dos selêucidas e dos ptolemaicos até passar a fazer parte do Reino de Pérgamo.

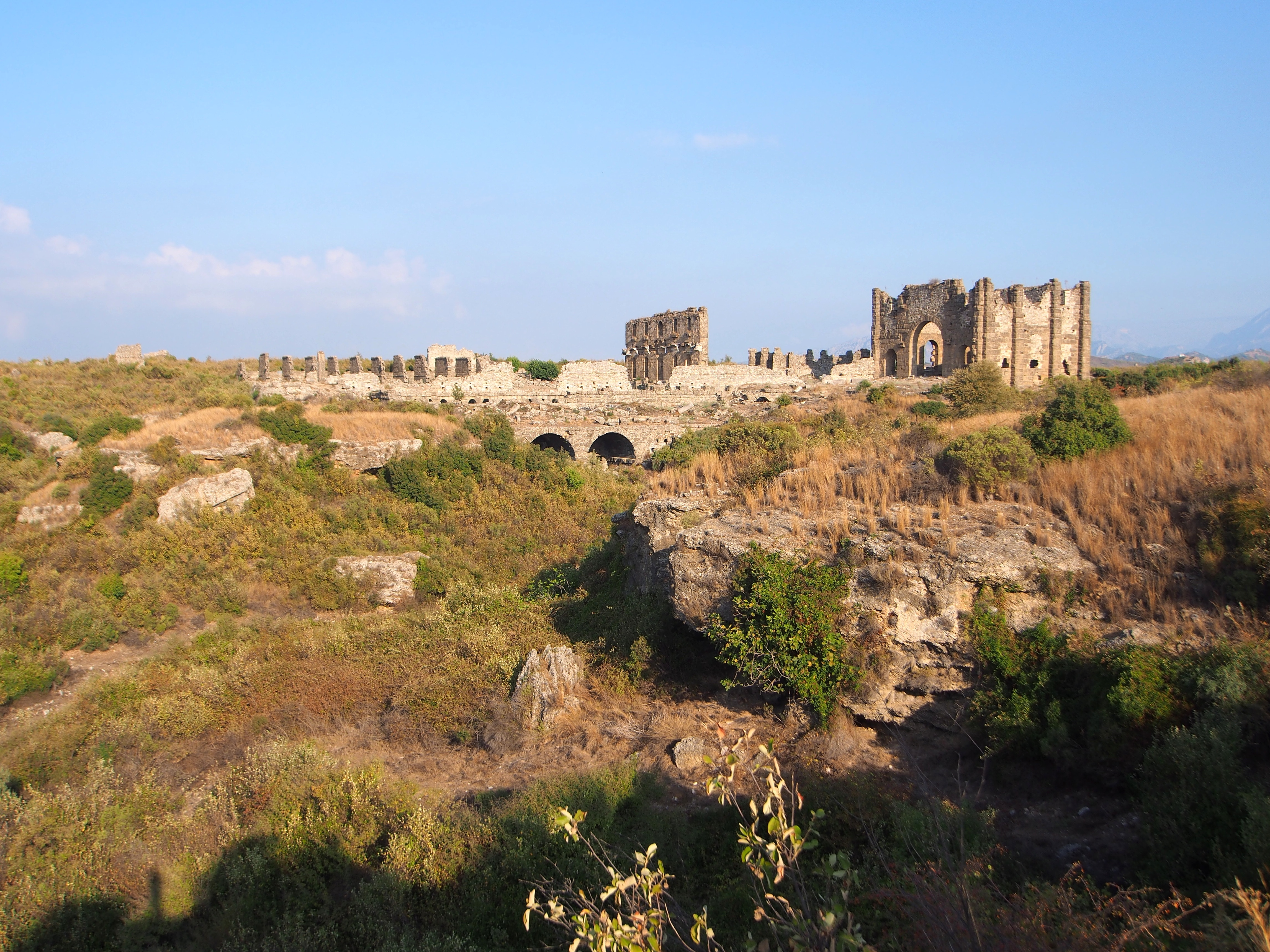
Área da ágora, com a basílica e o nifeu ao fundo

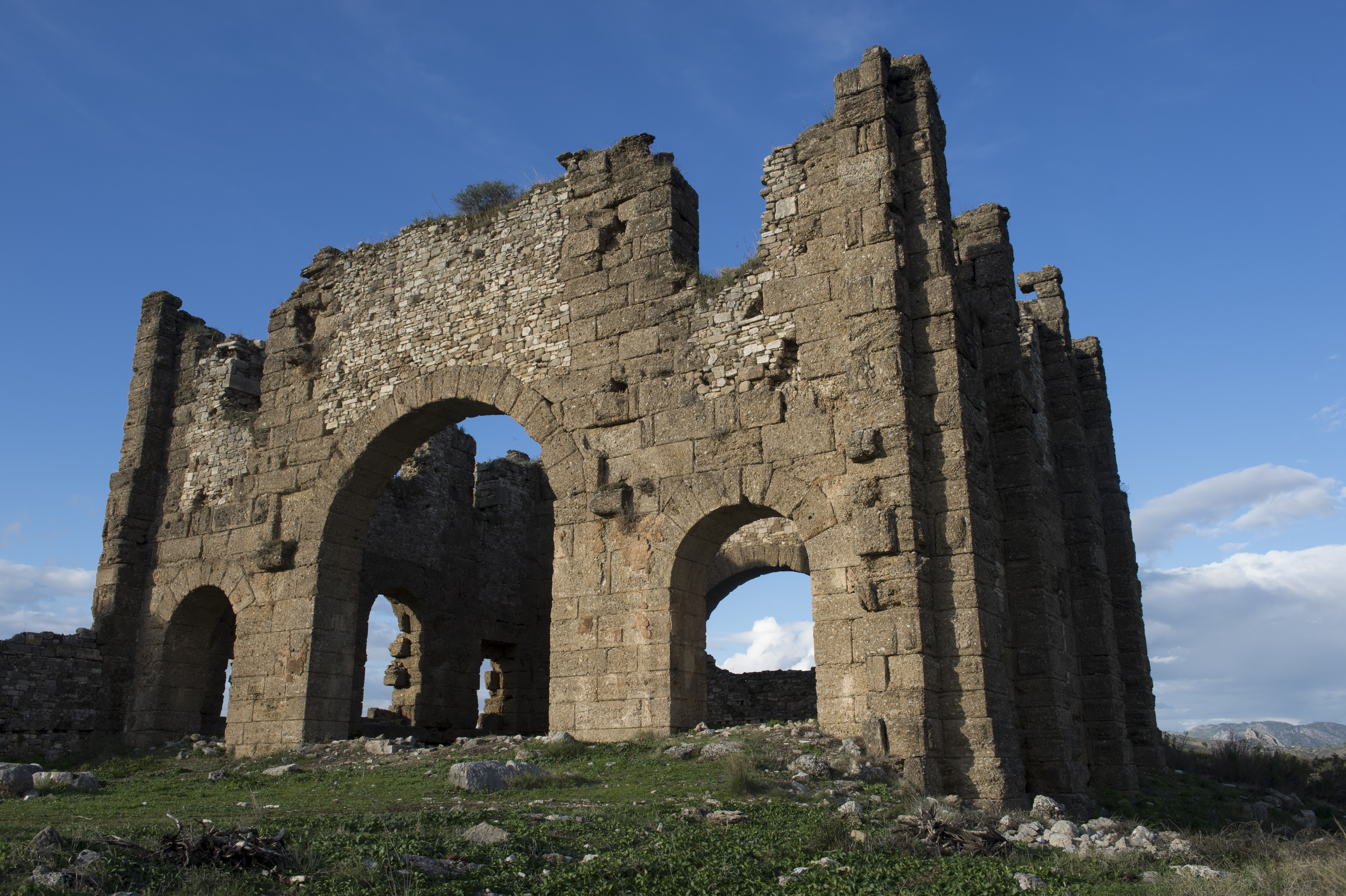
Basílica

Em 190 a.C. Aspendo, então ainda na posse do Reino de Pérgamo, rendeu-se aos romanos e décadas depois, segundo relato de Cícero, foi saqueada dos seus tesouros artísticos pelo magistrado romano corrupto Caio Verres (c. 120–43 a.C.). A cidade pertenceu à província romana da Ásia desde que esta foi criada, em 133 a.C., mas a administração romana durante a República Romana resumiu-se à cobrança de dinheiro para proteção e ao saque de tesouros da cidade. Essa situação mudou após a criação do Império Romano, durante o qual a cidade prosperou.
À semelhança da maior parte das cidades da Panfília, Aspendo teve o seu apogeu (ou segundo apogeu, dado que no século IV a.C. também era uma cidade rica) durante os séculos II e III d.C. e as ruínas mais impressionantes que chegaram aos nossos dias são dessa época. O seu porto fluvial, os seus campos agrícolas e as densas florestas das proximidades foram fatores importantes para a prosperidade da cidade. As suas principais exportações eram sal, vinho, tapeçarias , mobília, estatuetas em madeira de limoeiro e especialmente os seus famosos cavalos. Curiosamente, apesar de Aspendo ser conhecida pelas suas uvas e vinho, os seus cidadãos não usavam vinho nos seus ritos religiosos e explicavam isso dizendo que o se o vinho se destinasse aos deuses as aves não teria coragem para comer uvas. O sofista greco-romano Filóstrato (170  década de 250 d.C.) classificou Aspendo como a terceira cidade da Panfília.
Há poucas menções históricas a naturais de Aspendo. Diógenes Laércio menciona na sua obra “Vidas e Doutrinas dos Filósofos Ilustres” dois filósofos naturais de Aspendo: Diodoro de Aspendo (século IV a.C.) e um discípulo chamado Demétrio que foi discípulo de Apolónio de Solos. Há também notícia dum comandante militar que foi famoso no seu tempo e que chegou a ser governador da Fenícia e da Síria, de nome Andrómaco.
Na época bizantina a cidade parece ter sido conhecida como Primopolis, nome assinado pelo seu bispo no Concílio de Éfeso de 431. A cidade começou a declinar a partir daí e, apesar de ainda ser poderosa, acompanhou a decadência geral da Panfília. No século XII ou no início do século XIII a região passou a fazer parte do sultanato seljúcida de Rum, que deixou algumas marcas na cidade, especialmente durante o reinado de Aladim Caicobado I (r. 1220–1237), durante o qual o teatro foi restaurado e ornamentado em estilo sejúcida com azulejos, para servir como palácio. Um par de séculos depois a cidade passou para o Império Otomano, sendo abandonada no século XVIII.

### Numismática

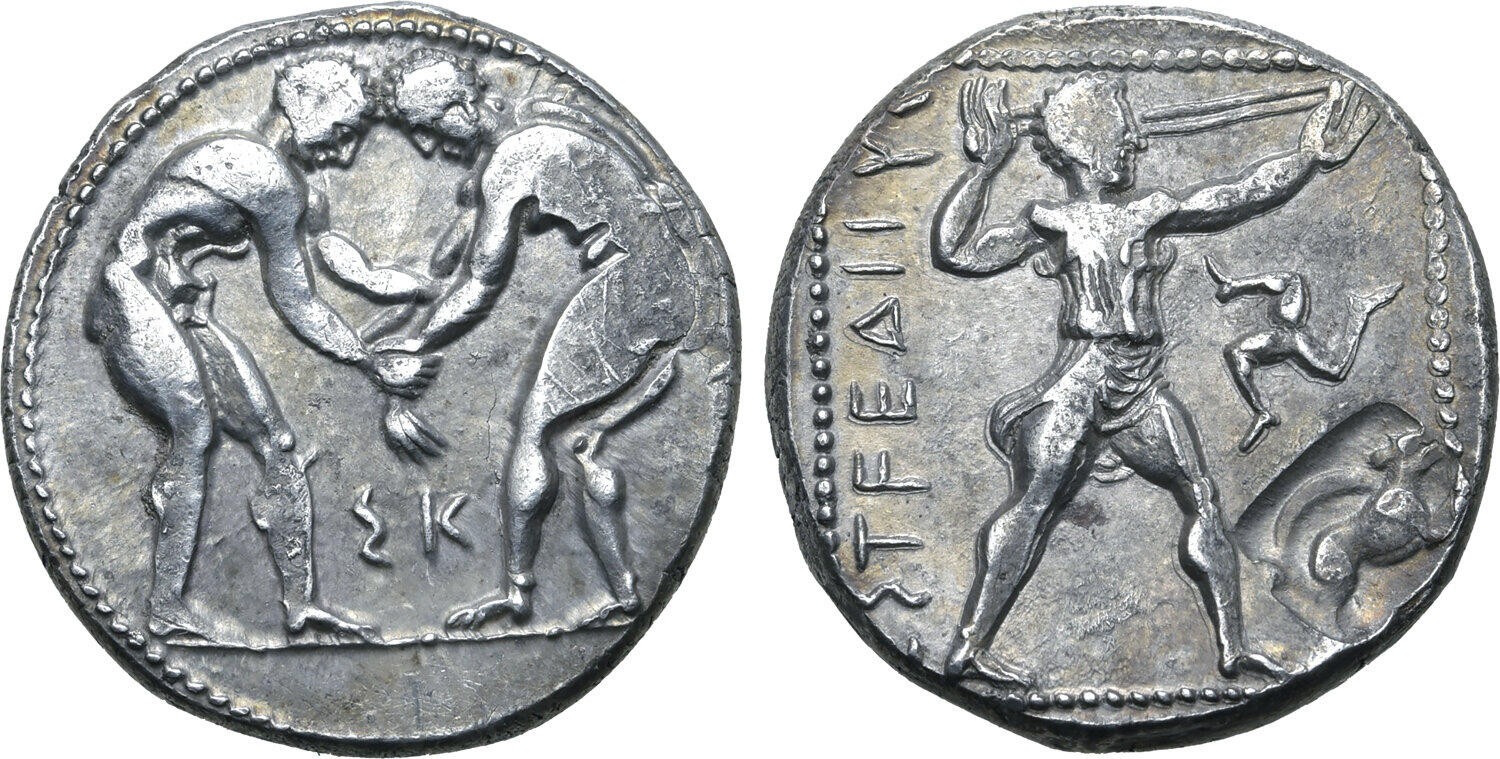
Moedas de Aspendo com lutadores e um fundibulário

Aspendo foi uma das primerias cidades a cunhar moeda, algo que começou a fazer aproximadamente em 500 a.C., primeiro estáteres e depois dracmas. Usualmente as moedas aspendianas tinham um fundibulário no anverso, representando a soldadesca pela qual Aspendo era famosa na Antiguidade e um tríscele (em grego: τρισκέλιον; romaniz.: triskélion) no reverso. A legenda que aparece em moedas mais antigas é ΕΣ ou ΕΣΤϜΕ, abreviatura do nome primitivo da cidade em panfílio — Εστϝεδυσ; Estfedys ou Estvedys. Em moedas posteriores aparece ΕΣΤϜΕΔΙΙΥΣ (cuja transliteração latina é Estfediius), o que leva os historiadores a crer que o nome da cidade em panfílio era Estwedus. A história numismática de Aspendo estende-se desde o período arcaico grego até ao final do Império Romano.

### Diocese
A diocese cristã de Aspendo era sufragânea da metrópole de Sida, a capital da província romana da Pamphylia Prima, à qual Apendo pertencia. Conhece-se o nome de quatros dos seus bispos: Domnus esteve no Primeiro Concílio de Niceia, em 425; Tribonianus no Primeiro Concílio de Éfeso, em 431; Timotheus esteve no sínodo realizado por Flaviano, arcebispo de Constantinopla, em 448, onde foi condenado o Êutiques, e no Segundo Concílio de Éfeso, realizado no mesmo ano ou no seguinte; Leão (Leo) assistiu ao Segundo Concílio de Niceia em 787. Apesar da diocese já não existir há muito tempo, Aspendo é uma sé titular da Igreja Católica.

## Sítio arqueológico

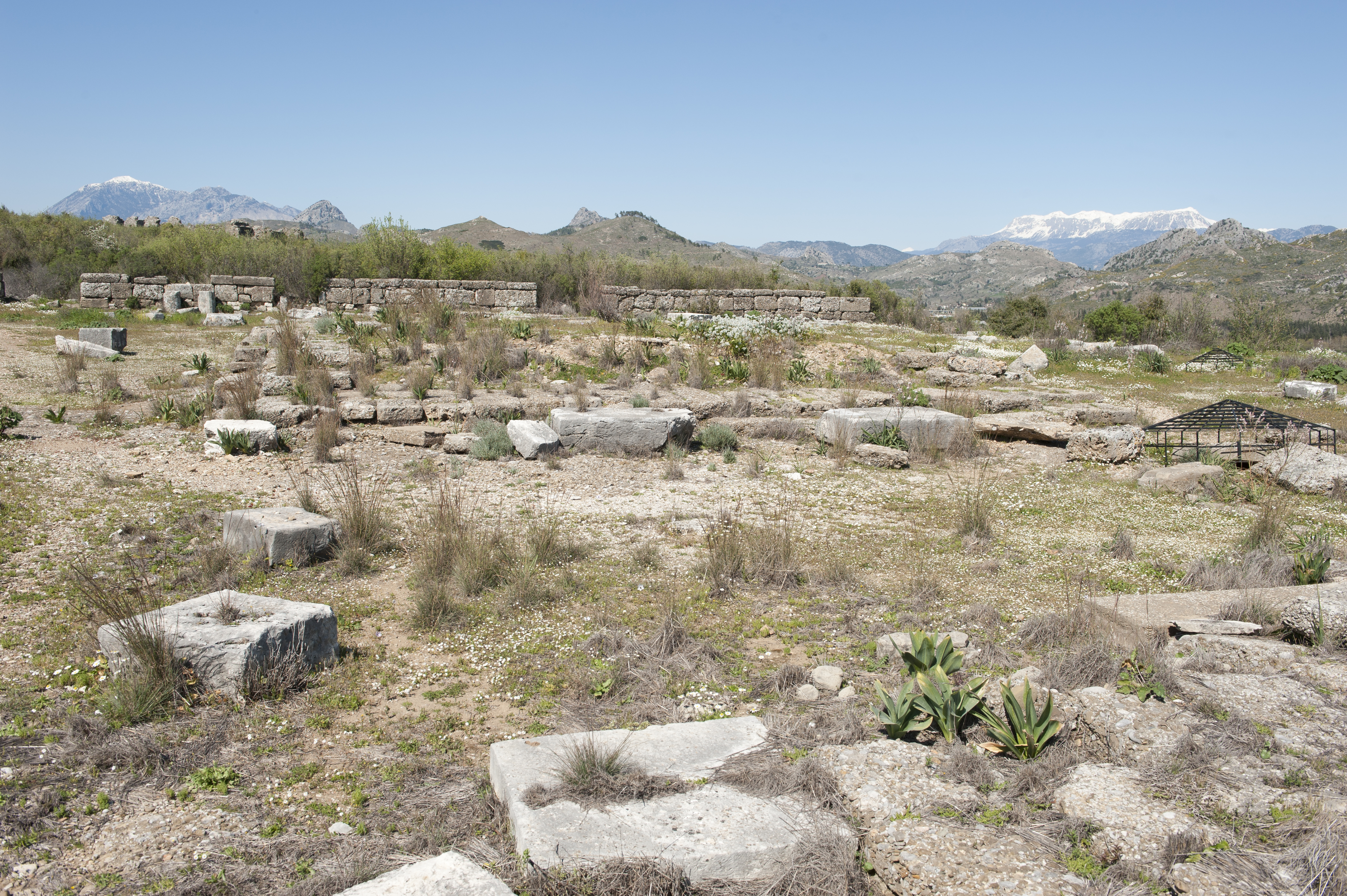
Ruínas de um templo não identificado

Praticamente todas as edificações das quais há ruínas mais facilmente identificáveis datam da época romana, especialmente dos séculos II e III d.C. A estrutura mais impressionante do sítio arqueológico de Aspendo é o teatro, pelo qual o local é mais conhecido e que é, provavelmente, o melhor preservado de toda a Antiguidade. Podem também apreciar-se as ruínas de vários edifícios na zona da ágora, o centro social, comercial e político da cidade, situada na acrópole, na parte plana do cimo da colina. Alguns deles têm as paredes em pé até uma altura considerável e é possível identificar todos os edifícios públicos em redor da ágora.
As ruínas mais notórias na acrópole são os que rodeiam a ágora (ou fórum): no lado oriental há uma basílica do século III d.C., com 27 por 105 metros; no lado norte há um ninfeu, ambos com 16 metros de altura; e no lado ocidental há um mercado com 12 lojas, todas com o mesmo tamanho e alinhadas atrás de uma estoa. Do ninfeu conserva-se apenas a parede frontal, com 32,5 metros de comprimento e uma fachada de dois níveis, com cinco nichos em cada um deles. O nicho inferior central é maior do que os outros e pensa-se que poderá ter sido usado como porta. Pelas bases de mármore existentes na parte inferior, é claro que originalmente o edifício tinha uma fachada com colunas. A basílica tem 27 por 105 metros e é composta por uma grande salão central rodeado de divisões menores. O salão principal está separado pelas divisões laterais por colunas e o seu teto era mais alto. No interior da basílica há um tribunal. Na época bizantina foi muito modificada e perdeu muitas das suas características originais.

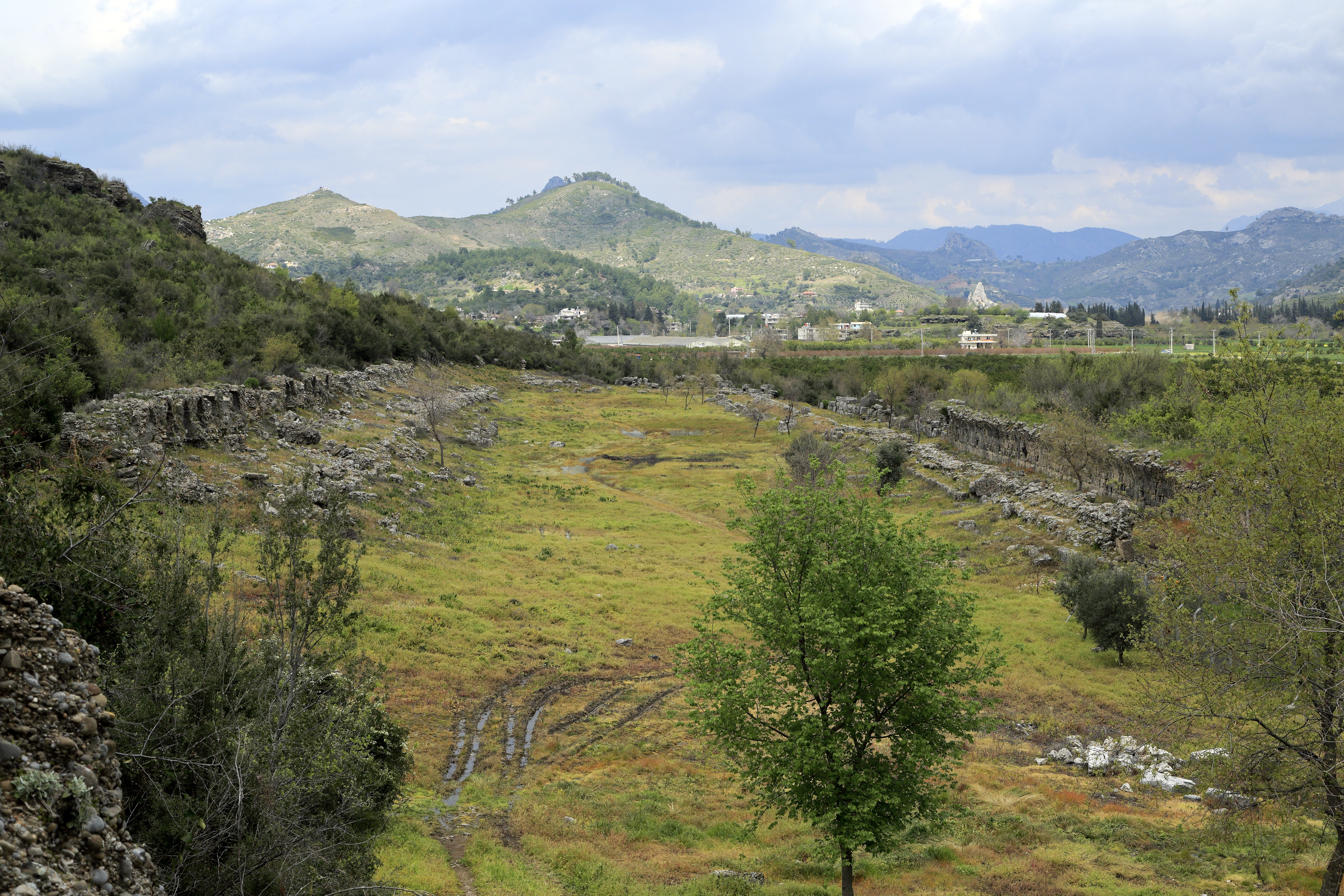
Estádio

Há ainda ruínas duma êxedra a sul da basílica, dum teatro coberto ou buleutério (edifício da bulé), situado atrás (a norte) do ninfeu, e, caminhando para norte desde este último há um arco; a este-nordeste do arco há uma praça e seguindo para nordeste encontra-se um templo dórico. Outras ruínas dignas de nota são um peristilo, parte da rua principal, um sistema de drenagem bastante bem conservado, alguns túmulos de estilo frígio e um estádio, situado a nordeste da acrópole e a norte do teatro, numa zona mais baixa.
A norte da acrópole ergue-se o troço final do aqueduto romano, com 850 metros de comprimento, construído em meados do século II d.C. por alguém chamado Tibério Cláudio Itálico, que o ofereceu à cidade. Originalmente com 15 km de comprimento, abastecia a cidade de água desde as montanhas e usava um engenhosos sistema de sifão atravessar a planície, situada num nível mais baixo do que a cidade. Trata-se de um dos melhores exemplos de aquedutos romanos que chegaram aos nossos dias.

### Teatro

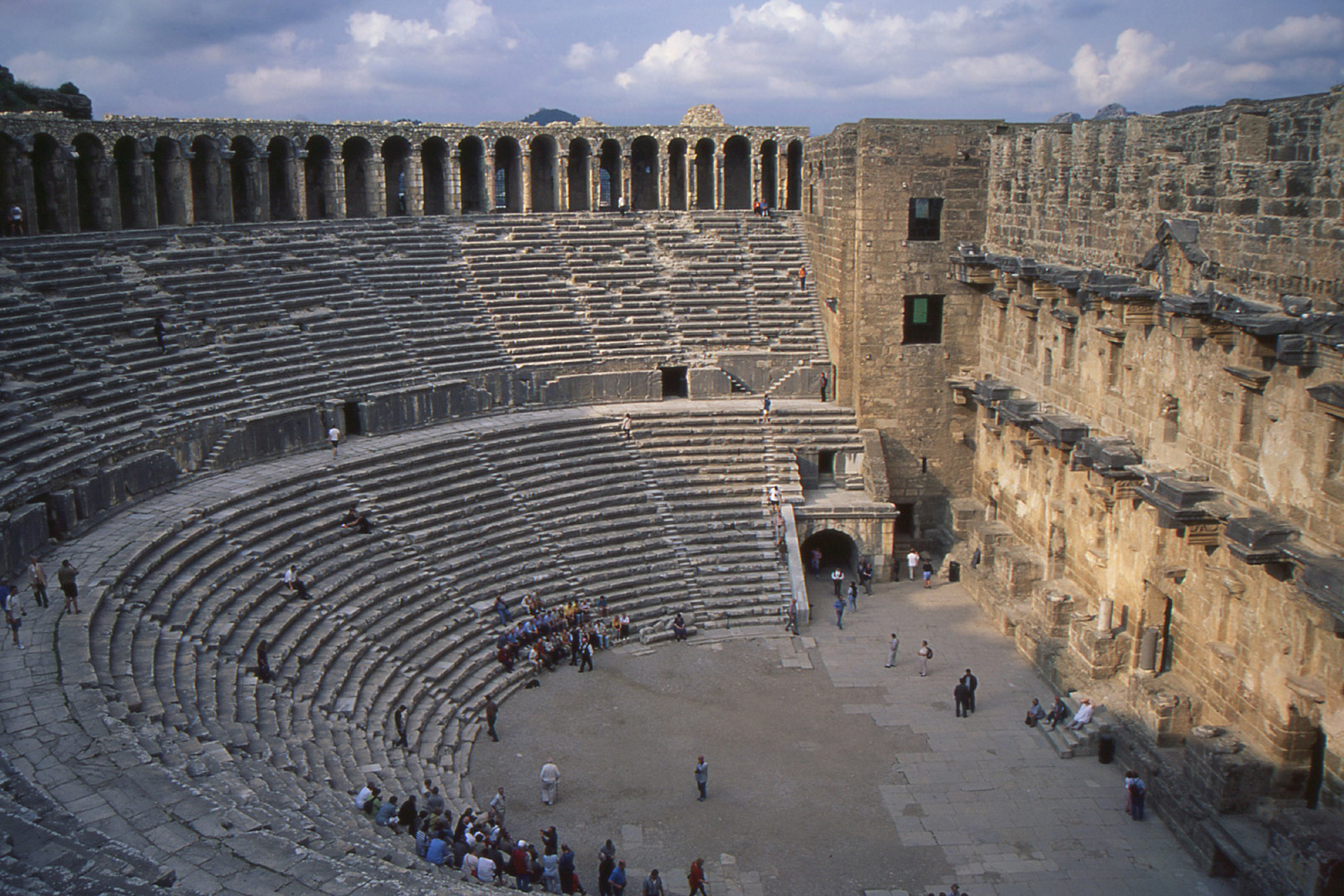
Teatro

Com um diâmetro de 96 metros, calculava-se que o edifício tinha lugares para 10 a e 15 mil pessoas. No entanto, no Festival de Cinema e Cultura da cidade verificou-se que a sua capacidade é superior a 20 000 espectadores.
Foi construído em 155 d.C. pelo arquiteto grego Zenão, um nativo da cidade, durante o reinado do Imperador romano Marco Aurélio, e foi restaurado em várias ocasiões pelos seljúcidas de Rum, que o usaram como caravançarai até que no século XIII foi transformado num palácio pelos seljúcidas.
Condizendo com as tradições helenísticas, uma pequena parte do teatro foi construída de modo a se apoiar contra o morro onde a cidadela (acrópole) se erguia, enquanto o resto foi construído sobre arcos abobadados. O palco alto parecia isolar a plateia do resto do mundo; a scaenae frons, ou cenário, permaneceu intacto. O teto inclinado de madeira que cobria o palco foi perdido com o tempo, assim como os 58 mastros cujos buracos de encaixe foram descobertos nos níveis superiores do teatro; sobre estes mastros era colocado um velarium, uma espécie de lona que podia ser puxada sobre a audiência, para lhe dar sombra e proteção.
O teatro é usado para alguns espetáculos do Festival Internacional de Ópera e Balé de Aspendos, que se realiza anualmente no fim do verão ou início do outono desde 1994. No passado, o teatro era usado mais frequentemente, mas devido aos danos causados pelos equipamentos cénicos modernos, foi construído uma nova estrutura de espetáculos nas proximidades, com instalações modernas,, a Arena de Aspendo, para dar seguimento à tradição de teatro ao ar livre da cidade.

### Lenda
Há uma lenda, que dificilmente tem algum fundamento histórico, que conta que o teatro e o aqueduto foram construídos porque o rei de Aspendo anunciou que daria em casamento a sua bela filha a quem construísse uma obra grandiosa para benefício da cidade. Dois cidadãos responderam ao repto e um construiu o teatro e outro o aqueduto. Como ambas as obras foram terminadas ao mesmo tempo, o rei propôs cortar a filha ao meio e entregar uma metade a cada um dos concorrentes. O construtor do teatro declarou que declinava casar-se, pois preferia que a princesa não morresse. Como seria de esperar, devido ao altruísmo demonstrado, o rei deu-lhe a mão da filha.